# Осиповичи (футбольный клуб)
«Осипо́вичи» — белорусский футбольный клуб из города Осиповичи. C 2025 года выступает в Первой лиге(Д2) Беларуси по футболу.

## История
Команда была основана в 1994 году при картонно-рубероидном заводе, первые два сезона выступала под названием КРЗ, после название сменилось на ФК «Свислочь-Кровля». В 1997 году, заняв первое место в подгруппе Б третьей лиги (Д3), команда получила право перейти во вторую лигу. В сезоне 1998 года осиповчане заняли 2-е место, позволяющее выступать в высшей лиге. В своем дебютном сезоне там команда заняла предпоследнее место.
Два следующих сезона клуб провёл в первой лиге (Д2). В 2000 году осиповчане заняли 8-е место, в 2001 году лишились поддержки своего главного спонсора и, как следствие, «заводской» приставки в названии. По итогам того сезона «Свислочь» покинула второй дивизион. С 2002 года команда выступала во второй лиге (Д3) под названием «Осиповичи». Клуб лишь раз претендовал на повышении в ранге (2004 год — 3-е место). В сезоне 2016 года «Осиповичи» заняли 2-е место и завоевали право выступления в первой лиге.
В январе 2017 года директор и главный тренер ФК «Осиповичи» Александр Кончиц покинул клуб после 23 лет работы и стал старшим тренером ФК «Слуцк» (Д1). В марте директором стал 21-летний выпускник Института журналистики БГУ Павел Остроух, который до этого на протяжении нескольких лет неофициально выполнял в клубе функции пресс-секретаря. Новым главным тренером стал Николай Бранфилов. Должность старшего тренера занял капитан команды Денис Дригалёв. Проработав меньше месяца, Бранфилов покинул клуб, заняв одну из тренерских должностей в ФК «Энергетик-БГУ». За несколько дней до старта Первой лиги играющим главным тренером стал 24-летний Денис Дригалёв. Изначально именно его кандидатура и рассматривалась основной, однако в Первой лиге по условиям лицензирования для этой должности необходима тренерская лицензия УЕФА категории «В». С учётом сложившихся обстоятельств клубу предоставили исключение и таким образом Дригалёв занял пост главного тренера. Позже его помощником стал ветеран ФК «Осиповичи» Дмитрий Кирдун. Закрепиться в Первой лиге не удалось: заняв предпоследнее 15 место, команда покинула второй дивизион со столбцовским «Неманом-Агро».
С 2018 года «Осиповичи» выступали во второй лиге. В 2018 году осиповчане отметились тем, что в роли старшего тренера в команде работал японский специалист Аллен Нишие. Он стал первым японским тренером в белорусском футболе. Сезон-2018 также запомнился неоднократными перестановками на посту главного тренера: на место перешедшего вместе с несколькими ведущими игроками в речицкий «Спутник» Дениса Дригалёва пришёл Константин Чахов, а осенью после его ухода в житковичский ЮАС временно исполняющим обязанности главного тренера стал его помощник Вадим Чечет.
В 2019 году играющим главным тренером стал Александр Ковалевский, директор Павел Остроух покинул клуб, а на его место пришёл 46-летний уроженец Осиповичей Владимир Плют, который является воспитанником местной ДЮСШ и был заявлен за КРЗ в 1994 году. В первой половине сезона «Осиповичи» конкурировали за места в верхней части таблицы, во втором круге команда одержала две победы. По итогам года «зелёно-белые» оказались на 8 месте.
В 2020 году наставником «Осиповичей» стал Игорь Слесарчук. В августе 2020 года Слесарчук покинул команду; на должность главного тренера был назначен Александр Поддубский, ранее работавший в структуре ФК «Белшина».
В октябре 2021 года вышли в 1/2 финала финального раунда и получили право выступать в Первой лиге.
8 апреля 2022 года клуб возглавил 23 летний белорусский специалист, который до этого работал в ДЮСШ «Ислочи» Илья Дмитриевич Новицкий, который в конце сезона 2022 года покинул клуб. В начале 2023 года главным тренером назначен Егор Дмитрачков, ранее работавший в структуре Солигорского «Шахтера», имеет лицензию «А». 
В сезоне 2023 "Осиповичи" вылетели из Первой лиги, показав один из худших показателей в истории лиги (5 очков) В розыгрыше Кубка Беларуси 2023/24 дошёл до 1/8 финала, где проиграл минскому "Динамо" со счётом 0:9.
В сезоне 2024 года команда заявлена во вторую лигу зона «Восток».
14 иня 2024 тренером "Осиповичей" назначен Андрей Лясюк.

### Названия
- КРЗ (1994—1995).
- Свислочь-Кровля (1996—2000).
- Свислочь (2001).
- Осиповичи (с 2002).

### Вторая команда
В 1998 и 1999 годах во второй лиге играла команда «Свислочь-Кровля-2».

## Текущий состав команды
| 16 | Флаг Беларуси | Вр  | Евгений Юрин        | 2004 |  |  |  |  |
|    | Флаг Беларуси | Вр  | Иван Стош           | 2005 |  |  |  |  |
|    |               |     |                     |      |  |  |  |  |
| 4  | Флаг Беларуси | Защ | Максим Жордочкин    | 2004 |  |  |  |  |
| 6  | Флаг Беларуси | Защ | Кирилл Гринюк       | 2003 |  |  |  |  |
| 8  | Флаг Беларуси | Защ | Максим Азаров       | 2001 |  |  |  |  |
| 12 | Флаг Беларуси | Защ | Алексей Малиновский | 1999 |  |  |  |  |
| 20 | Флаг Беларуси | Защ | Никита Кухтик       | 2001 |  |  |  |  |
|    | Флаг России   | Защ | Валерий Кумалагов   | 2005 |  |  |  |  |
|    |               |     |                     |      |  |  |  |  |
| 2  | Флаг Беларуси | ПЗ  | Артём Перепечко     | 2005 |  |  |  |  |
| 5  | Флаг Беларуси | ПЗ  | Алексей Соловей     | 2000 |  |  |  |  |
| 7  | Флаг Беларуси | ПЗ  | Илья Тюнис          | 1994 |  |  |  |  |

| 11 | Флаг Узбекистана | ПЗ  | Асадбек Мирзажонов  | 2003  |  |  |  |  |
| 14 | Флаг Беларуси    | ПЗ  | Никита Следь        | 2005  |  |  |  |  |
| 18 | Флаг Беларуси    | ПЗ  | Андрей Емельянов    | 1995  |  |  |  |  |
| 71 | Флаг Беларуси    | ПЗ  | Максим Самарцев     | 2005  |  |  |  |  |
| 77 | Флаг Беларуси    | ПЗ  | Максим Марченко     | 2004, |  |  |  |  |
|    | Флаг России      | ПЗ  | Артём Воронцов      | 2003  |  |  |  |  |
|    | Флаг Украины     | ПЗ  | Андрей Стрижеус     | 1995  |  |  |  |  |
|    |                  |     |                     |       |  |  |  |  |
| 9  | Флаг Беларуси    | Нап | Максим Боровик      | 2002  |  |  |  |  |
| 17 | Флаг Беларуси    | Нап | Александр Емельянов | 1995  |  |  |  |  |
| 23 | Флаг Беларуси    | Нап | Владислав Малютин   | 2005  |  |  |  |  |
| 87 | Флаг Вьетнама    | Нап | Суан Ву             | 2000  |  |  |  |  |

## Стадион
Игры клуб проводит на стадионе «Юность» вместимостью 1300 зрителей. В 1997 году проведена реконструкция стадиона, возведена западная трибуна вместимостью 1000 зрителей.

## Цвета клуба
За историю существования команды расцветка формы менялась несколько раз. КРЗ в 1994—1995 годах выступал в голубых футболках и тёмных трусах, в 1996 «Свислочь-Кровля» играла в чёрно-белых футболках и чёрных трусах, в 1997 команда выступала в сине-гранатовых цветах, в сезонах 1998, 2007, 2008 команда облачалась в футболки «шахматной» расцветки. В сезонах 1999—2002 клуб выступал в чёрно-белой либо в зелёно-белой форме. В 2003—2006 — чёрно-белые цвета. С 2009 года команда выступает в зелёно-белых цветах. В 2014 году команда сменила цвет основной формы на красно-чёрный. В 2016 году клуб вернулся к «шахматной» теме, представив новую форму бело-зелёной расцветки. С августа 2017 команда играет в зелёной форме с белыми и чёрными вкраплениями.